# Polystichum prescottianum
Polystichum prescottianum là một loài thực vật có mạch trong họ Dryopteridaceae. Loài này được (Wall. ex Mett.) T. Moore miêu tả khoa học đầu tiên năm 1858.